# Сант'Антонио (Вибо Валенција)
Сант'Антонио је насеље у Италији у округу Вибо Валенција, региону Калабрија.
Према процени из 2011. у насељу је живело 38 становника. Насеље се налази на надморској висини од 645 м.